# Гуачинче

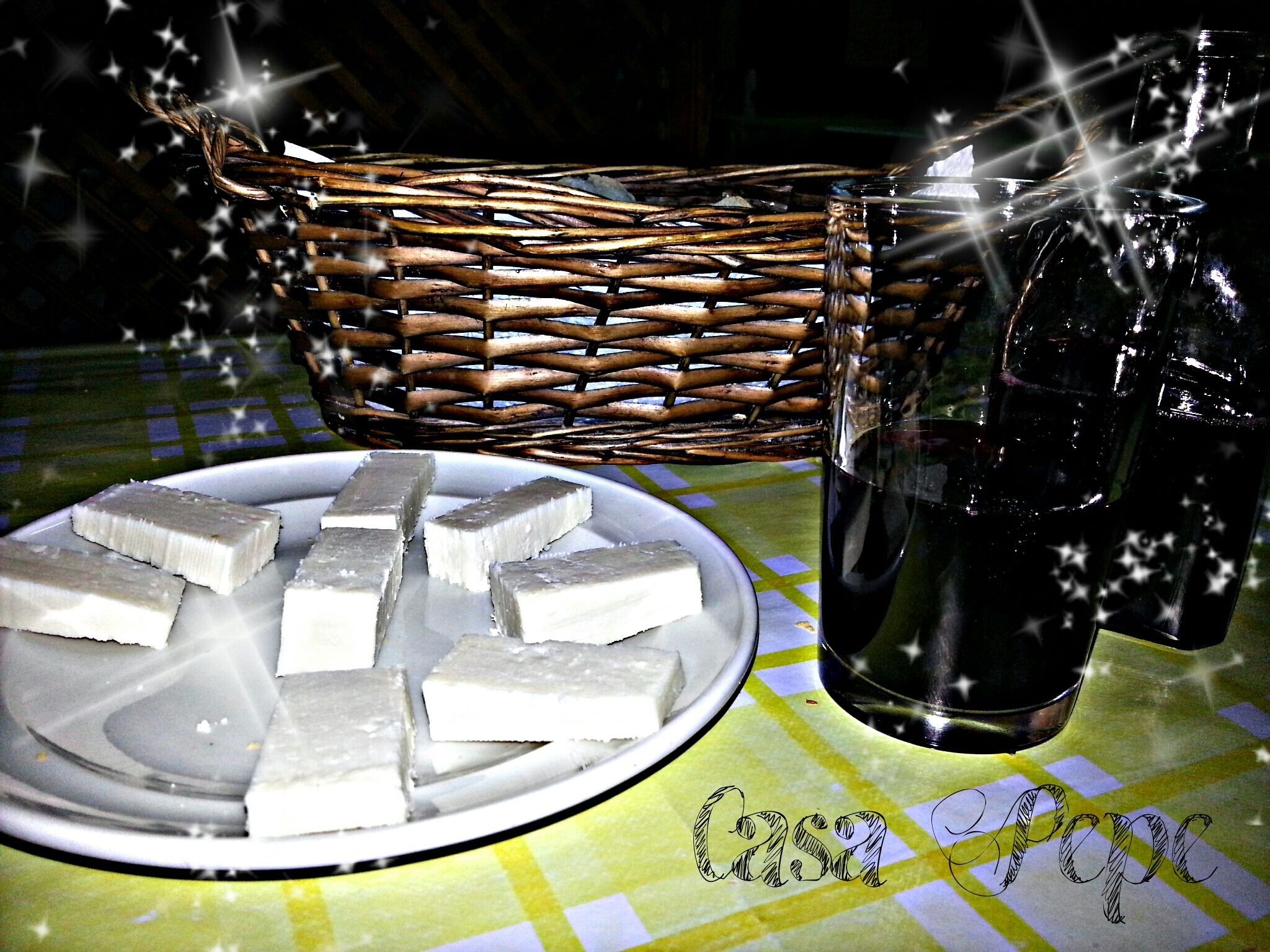

Гуачи́нче (исп. guachinche) — заведение питания, типичное для Канарских островов (в основном распространенное на острове Тенерифе и значительно меньше на Гран-Канарии), где можно продегустировать местные вина собственного урожая, к которым в качестве сопровождения подается традиционная домашняя еда.

## История
Гуачинче берут свое начало в праздниках-дегустациях, которые местные фермеры и виноделы организовывали в определённое время года, чтобы напрямую, в обход посредников продавать излишки своей винопродукции (в частности знаменитой канарской мальвазии) как негоциантам-англичанам, так и местным жителям.
Гуачинче обычно расположены в винодельческих районах Тенерифе, в особенности на севере острова, в муниципалитетах Такоронте, Эль Саусал, Тегесте, Ла Виктория, Санта Урсула, Ла Оротава, Лос Реалехос. Также можно встретить гуачинче в районе Гуимар, и чуть в меньшем количестве в районах Арафо и Канделария.

## Этимология
Слово «бочинче» (bochinche), более типичное для Гран-Канарии, и его вариант «гуачинче» (guachinche), употребляемый на Тенерифе, обычно используются в канарском диалекте испанского языка для обозначения заведения, где подается вино собственного урожая и домашняя еда. Согласно историко-этимологическому словарю канарского диалекта под редакцией Марсиаля Мореры, слово происходит от латиноамериканского bochinche (производного от «buche» — глоток), обозначающего «бедная таверна».
По другой версии слово «гуачинче», или «бочинче», происходит от английской фразы «I’m watching you!» — «я за тобой наблюдаю», которую произносили английские покупатели, чтобы сообщить о своей готовности попробовать местную продукцию, а канарские крестьяне понимали её как «Hay un guachinche?», то есть есть ли рядом гуачинче — место, где можно попробовать вино, прежде чем его покупать.

## Особенности
Задолго до того как канарские вина впервые получили наименование места происхождения товара (первым стал регион Такоронте-Асентехо), гуачинче представляли собой одну из комнат крестьянского дома, где жена винодела подавала на стол приготовленные тут же на кухне домашние блюда, или тапас, в качестве сопровождения к вину собственного производства.
Клиенты гуачинче не ищут изысканного сервиса и удобств, для них важнее возможность продегустировать местное вино — в каждом гуачинче оно разное — сопроводив его знакомой, по-домашнему вкусной едой: это сытные и наваристые традиционные блюда, такие как турецкий горох с копченостями (garbanzas con costillas), кролик в остром соусе сальморехо (conejo en salmorejo), свиные ребрышки с картошкой и кукурузой (costillas con papas y piñas de millo), фаршированные кабачки (bubangos о calabacines rellenos), морщинистая картошка с соусами мохо (papas con mojo), carne de fiesta (маринованая свинина с картошкой), козлятина (carne de cabra), рыба в кляре (churros de pescado) и пр. На десерт здесь вам подадут выращенные в этой местности фрукты (манго, ананасы, бананы) или традиционные сладости типа бьенмесабе (bienmesabe) или флана из топленого молока.
По сути феномен гуачинче появился как ответвление винопроизводства, дегустационно-коммерческий его сегмент, а не как самостоятельная ресторанная деятельность. По этой причине она никогда не регулировалась, и владельцы гуачинче не платили налоги с этой деятельности, хотя со временем многие виноделы и их семьи становились рестораторами на профессиональной основе. Это привело к возникновению, наряду с легальными гуачинче, и полуподпольных, которые разливали дешёвое вино из Латинской Америки как собственное и фактически работали как ресторан, не соблюдая при этом фискальных и санитарных требований, применимых к ресторанам.
В последние годы борьба между официальными ресторанами и гуачинче серьёзно обострилась, так как гуачинче составляли недобросовестную конкуренцию ресторанам, привлекая клиентов низкими ценами и широким выбором блюд. Поэтому декретом № 83/2013 от 1 августа 2013 года правительство Канарских островов выделило деятельность гуачинче в отдельную категорию вспомогательной туристической деятельности, направленной на сохранение островных традиций и естественной природной среды в сельской местности, и ввело ряд правил, ограничивающих как выбор блюд и напитков, которые гуачинче могут предлагать своим посетителям, так и условия работы этих заведений. Среди этих правил можно отметить следующие:

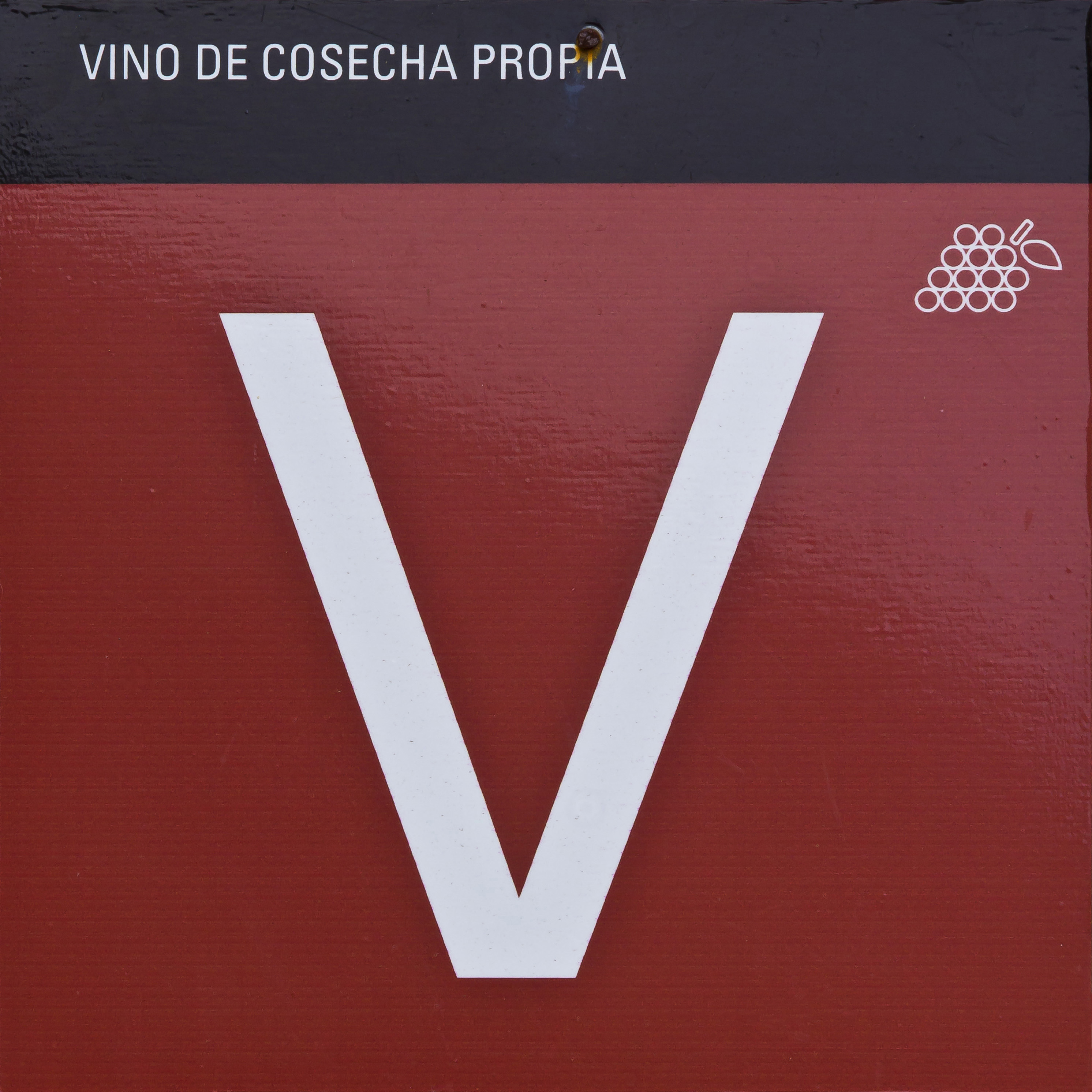
отличительная табличка на входе в гуачинче

1. Вино, предлагаемое в гуачинче, должно производиться владельцем заведения из винограда, выращиваемого на землях, принадлежащих ему или находящихся в его эксплуатации; винодельня должна быть зарегистрирована в Реестре производителей сельхозпродукции и в Реестре производителей вина.
2. Владелец заведения обязан подтверждать происхождение вина посредством деклараций об урожае и производстве, в соответствии с европейским законодательством.
3. Весь персонал заведения обязан иметь санитарные сертификаты для работы с продуктами питания.
4. Подаваемое вино должно отвечать всем требованиям безопасности и качества, в соответствии с действующим законодательством.
5. Заведение может быть открыто максимум 4 месяца в году либо меньший срок, в тех случаях, когда вино собственного производства заканчивается раньше.
6. В меню могут быть представлены максимум 3 блюда собственного приготовления, а также маринады, орехи и фрукты, производимые владельцем заведения. Предпочтение отдается блюдам, приготовленным в основном из продуктов, производимых или выращиваемых владельцем заведения, либо производимых или выращиваемых в районе расположения заведения, либо блюдам традиционной местной кухни. Из напитков могут быть предложены только вино и вода.
7. Владельцы заведения обязаны вывешивать как внутри, так и снаружи заведения прейскурант предлагаемых продуктов и напитков и взимать стоимость услуг согласно указанным в нём ценам.
8. Владельцы заведения обязаны информировать посетителей о периоде работы заведения, часах работы и выходных днях посредством вывески на входе в заведение.
9. Владельцы заведения обязаны вывешивать на входе отличительную табличку (см. фото)

## Интересные факты о гуачинче
- Традиционный день открытия гуачинче — день Святого Андреса, 30 ноября, он же праздник молодого вина. К вину нового урожая традиционно подают печеные каштаны, созревающие в эту же пору, и жареные сардины. Большинство гуачинче открываются в этот день и закрываются тогда, когда распродают все свое вино. По этой причине сезон посещения гуачинче приходится на зиму и начало весны, так как с наступлением лета у них заканчивается или вино, или максимально разрешенный срок открытия.
- Канарцы настолько любят свои гуачинче, что у них существуют традиционные «тропы гуачинче» (rutas de guachinches), когда в течение одного дня посещаются несколько заведений сразу. Чтобы не заблудиться в пути, они даже создали специальное мобильное приложение Гуачапп (Guachapp).
- Несмотря на то, что гуачинче представляют собой культурное наследие Тенерифе, юридически право использования слова «guachinche» не принадлежит канарцам. В 2009 году слова «guachinche» было зарегистрировано частным лицом как торговая марка, и с тех пор правительство Канарских островов безуспешно пытается как оспорить эту регистрацию, так и параллельно зарегистрировать выражение «guachinches de Tenerife» для того, чтобы легальные заведения этой категории могли использовать его в своих названиях[3][4].
- Большинство гуачинче не принимают к оплате кредитные карты.